# 숭렬전 제향
숭렬전 제향(崇烈殿 祭享)은 경기도 광주시 남한산성면 산성리, 남한산성 숭렬전에서 봄, 가을(음력 9월 5일, 양력 10월 15일)에 올리는 제향이다. 봄에는 하남시에서, 가을에는 광주시에서 문화원을 통해 지원(300만원)을 하고 있으며 진행은 각 유도회에서 맡고 있다. 유도회는 광주향교의 회원 50여명이 주축을 이루고 있는데 하남과 광주시의 행정구역 분할로 광주유도회와 하남유도회가 분리되어 있다. 2008년 4월 21일 광주시의 향토문화유산(무형문화재) 제1호로 지정되었다.

## 개요
숭렬전 제향(祭享)은 백제 시조 온조대왕과 남한산성 축성의 총책임자 이서 장군을 위한 제향이다. 숭렬전으로 사액된 때는 1795년(정조 19)이며 1638년(인조 16)에 건립하여 '온조왕사(溫祚王祠)'라 하였다.
숭렬전에서는 매년 봄과 가을음력 9월 5일, 양력 10월 15일에 제향을 올리고 있으며, 누구나 참석할 수 있다. 봄에는 하남시, 가을에는 광주시에서 문화원을 통해 지원을 하고 있으며, 유도회(儒道會)에서 진행한다.
행례절차는 유교예법에 의해 진행되며, 제복은조선시대 금관조복, 제기는 종묘제기 양식으로 마련된다. 제물로는 쌀, 좁쌀, 피, 기장, 마른조기, 생선, 대구포, 소고기 포, 절인 소고기, 돼지고기, 양고기, 은행, 밤, 호두, 대추, 잣 등을 쓴다. 미나리, 고사리, 도라지, 부추 등의 채소는 정갈히 다듬어 아래위를 묶어서 올리며, 무청이 반쯤 있는 작은 통무를 올린다. 특이하게 적(炙)으로 소고기와 돼지고기는 숙성시킨 편육을 쓰고 양고기와 토끼고기를 쓴다. 토끼는 가죽을 벗기고 목을 없앤 것을 통째로 쓰는데 유래는 알지 못한다. 과일은 쓰지 않는다.
축문과 홀기, 분정기, 진설도 등이 관리되고 있다. 제의는 신을 영접하고 음식과 술을 올려 즐겁게 해 드린 다음, 신을 보내드리는 절차를 거치며 전폐례 - 초헌례 - 아헌례 - 종헌례 - 사신례 - 음복례 - 망료의 순서로 진행된다.

## 같이 보기
- 숭렬전 - 경기도 유형문화재 제2호
- 현절사 제향 - 광주시 향토문화유산(무형문화재) 제2호

## 참고 문헌
- 『광주시 향토문화유산지정 조사보고서』(2007)